# Megalopsalis epizephyros
Espèce
Megalopsalis epizephyros est une espèce d'opilions eupnois de la famille des Neopilionidae.

## Distribution
Cette espèce est endémique du Great Southern en Australie-Occidentale. Elle se rencontre dans le parc national de la chaîne de Stirling.

## Description
Les mâles mesurent de 3,48 à 4,10 mm et la femelle 4,10 mm.

## Systématique et taxinomie
Cette espèce a été décrite par Taylor en 2011.

## Publication originale
- Taylor, 2011 : « Revision of the genus Megalopsalis (Arachnida: Opiliones: Phalangioidea) in Australia and New Zealand and implications for phalangioid classification. » Zootaxa, no 2773, p. 1–65.